# Чертичката
„Чертичката“ е български игрален филм (късометражен) от 1972 година на режисьора Рашко Узунов, по сценарий на Жана Авишай. Оператор е Цветан Чобански. Музиката във филма е композирана от Александър Йосифов.

## Актьорски състав
| Изпълнител       | Роля                                        |
| ---------------- | ------------------------------------------- |
| Пламен Петков    | Георги Николов - „Чертичка“, ученик-ремсист |
| Виолета Гиндева  | момичето, ученичка-ремсистка                |
| Адриана Андреева | жената-ремсистка                            |
| Иван Янчев       | старшината-полицай                          |
| Бистра Марчева   | Величка, ученичка-ремсистка                 |
| Вера Среброва    | ученичка-ремсистка                          |
| Светла Андреева  | ученичка-ремсистка                          |
| Антони Генов     | ученик-ремсист                              |
| Александър Лилов | ученик-ремсист                              |
| Велико Бодуров   |                                             |
| Любомир Фърков   |                                             |
| Димитър Кехайов  |                                             |
| Николай Минков   |                                             |
| Добрин Димитров  |                                             |